# Kirgistan na Letnich Igrzyskach Olimpijskich 2004
Kirgistan na Letnich Igrzyskach Olimpijskich 2004 reprezentowało 29 sportowców, 22 mężczyzn i 7 kobiet.
Był to 3. start reprezentacji Kirgistanu na letnich igrzyskach olimpijskich.

## Skład reprezentacji

### Boks
Mężczyźni
- Ajbjek Abdymomunow
  - Waga kogucia - 17. miejsce

- Asyłbjek Tałasbajew
  - Waga piórkowa - 17. miejsce

### Judo
Mężczyźni
- Erkin Ibragimow
  - Waga do 81 kg - odpadł w eliminacjach

### Kolarstwo
Mężczyźni
- Jewgenij Wakker
  - Wyścig indywidualny na czas - nie ukończył
  - Jazda indywidualna na czas - 24. miejsce

### Lekkoatletyka
Mężczyźni
- Walierij Pisarjew
  - Maraton - 79. miejsce

Kobiety
- Jelena Bobrowska
  - Bieg na 100 m - odpadła w eliminacjach

- Oksana Lunjewa
  - Bieg na 400 m - odpadła w eliminacjach

- Tatjana Borisowa
  - Bieg na 1 500 m - odpadła w eliminacjach

- Irina Bogaczowa
  - Maraton - nie ukończyła

- Galina Piedan
  - Bieg na 400 m przez płotki - odpadła w eliminacjach

- Tatjana Jefimienko
  - Skok wzwyż - 23. miejsce

### Pięciobój nowoczesny
Mężczyźni
- Paweł Uwarow
  - Indywidualnie - 22. miejsce

Kobiety
- Ludmiła Sirotkina
  - Indywidualnie - 23. miejsce

### Pływanie
Mężczyźni
- Semjon Daniłow
  - 50 m stylem dowolnym - 66. miejsce

- Rusłan Ismaiłow
  - 200 m stylem dowolnym - 59. miejsce

- Wasilij Daniłow
  - 400 m stylem dowolnym - 44. miejsce

- Jurij Zaharow
  - 200 m stylem grzbietowym - 36. miejsce

- Jewgienij Pietraszow
  - 100 m stylem klasycznym - 55. miejsce

- Anton Kramarienko
  - 200 m stylem klasycznym - 46. miejsce

### Podnoszenie ciężarów
Mężczyźni
- Ułanbiek Mołdodosow
  - Waga do 85 kg - 11. miejsce

### Strzelectwo
Mężczyźni
- Ałeksandr Babczenko
  - Karabin pneumatyczny 10 m - 33. miejsce
  - Karabin małokalibrowy trzy postawy 50 m - 40. miejsce
  - Karabin małokalibrowy leżąc 50 m - 24. miejsce

### Zapasy
Mężczyźni
- Uran Kaliłow
  - Waga do 55 kg w stylu klasycznym - 18. miejsce

- Kanatbek Begalijew
  - Waga do 66 kg w stylu klasycznym - 11. miejsce

- Danijar Köbönow
  - Waga do 74 kg w stylu klasycznym - 14. miejsce

- Dżanarbek Kendżejew
  - Waga do 84 kg w stylu klasycznym - 13. miejsce

- Giennadij Czchaidze
  - Waga do 96 kg w stylu klasycznym - 5. miejsce

- Ułan Nadyrbek uułu
  - Waga do 60 kg w stylu wolnym- 12. miejsce

- Aleksiej Krupniakow
  - Waga do 96 kg w stylu wolnym- 15. miejsce

- Jurij Mildzichow
  - Waga pow. 120 kg w stylu wolnym- 16. miejsce